# Inocente
Inocente é um documentário de curta-metragem estadunidense lançado em 2012 dirigido por Sean Fine e Andrea Nix Fine. O filme é uma inspiradora história de amadurecimento de uma garota de 15 anos na Califórnia. Embora sem-abrigo e sem documentos, ela recusa desistir do seu sonho de ser uma artista, provando que a mão que lhe foi dada não a define – os seus sonhos sim.
O filme foi parcialmente financiado pelo site de crowdfunding Kickstarter e foi o primeiro filme financiado por crowdfunding a ganhar um Oscar. Depois de ser indicado à premiação, o filme foi lançado junto com todos os outros 15 curtas-metragens indicados ao Oscar nos cinemas pela ShortsHD. O filme também está disponível para comunidades e escolas, juntamente com oficinas de artes desenvolvidas pela Shine Global e parceiros.

## Prêmios e indicações
| Ano  | Prêmio                         | Categoria                        | Indicação  | Resultado |
| ---- | ------------------------------ | -------------------------------- | ---------- | --------- |
| 2013 | Oscar 2013                     | Melhor curta-metragem documental | Sean Fine  | Venceu    |
| 2012 | Arizona International Festival | Melhor filmagem                  | Sean Fine  | Venceu    |
| 2012 | Heartland Film Festival        | Melhor filme curta-metragem      | Sean Fine  | Venceu    |
| 2012 | San Antonio Film Festival      | Melhor curta-metragem documental | Andrea Nix | Venceu    |